# Bielany (Warszawa)

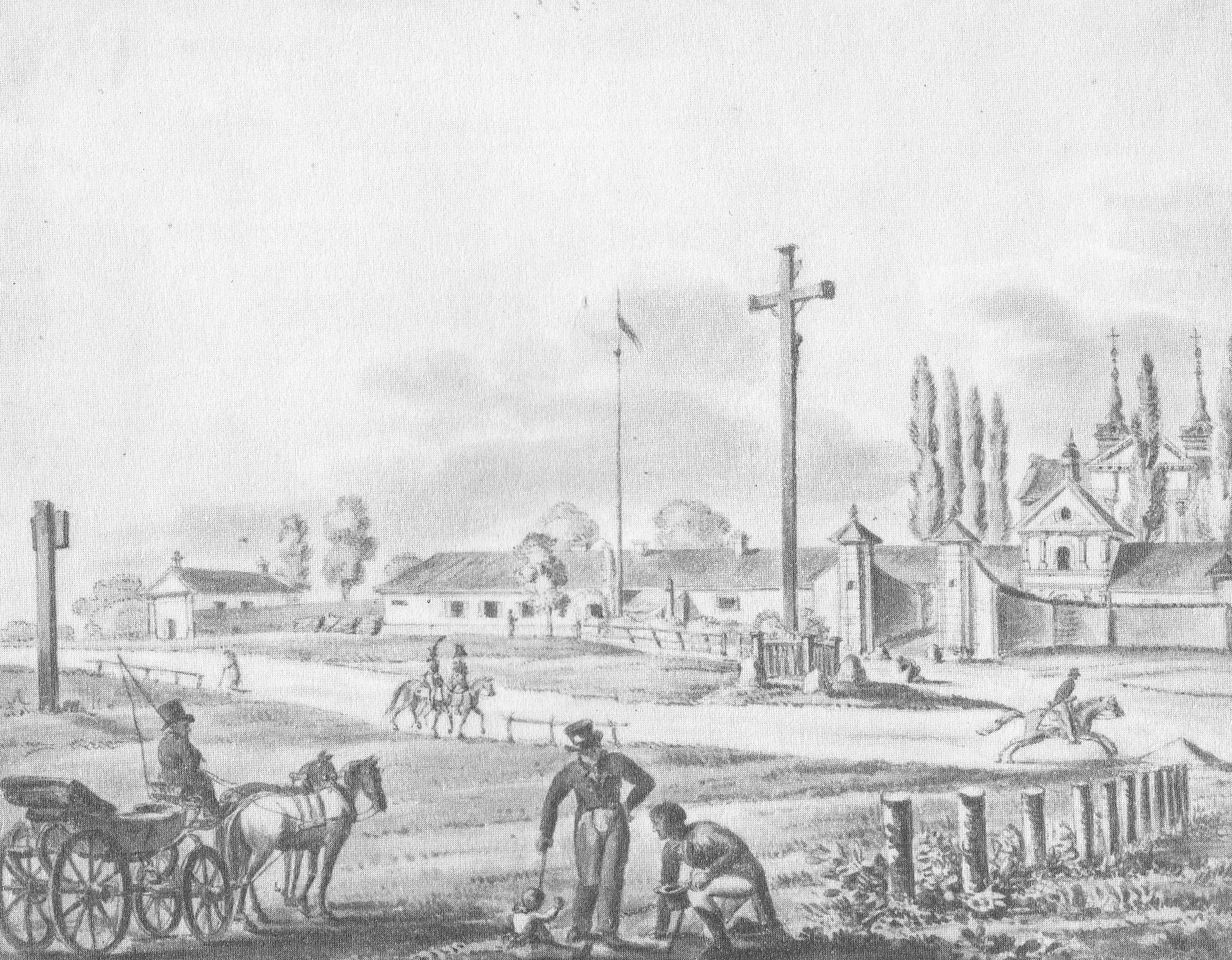
Bielany na rysunku Aleksandra Majerskiego (1818)

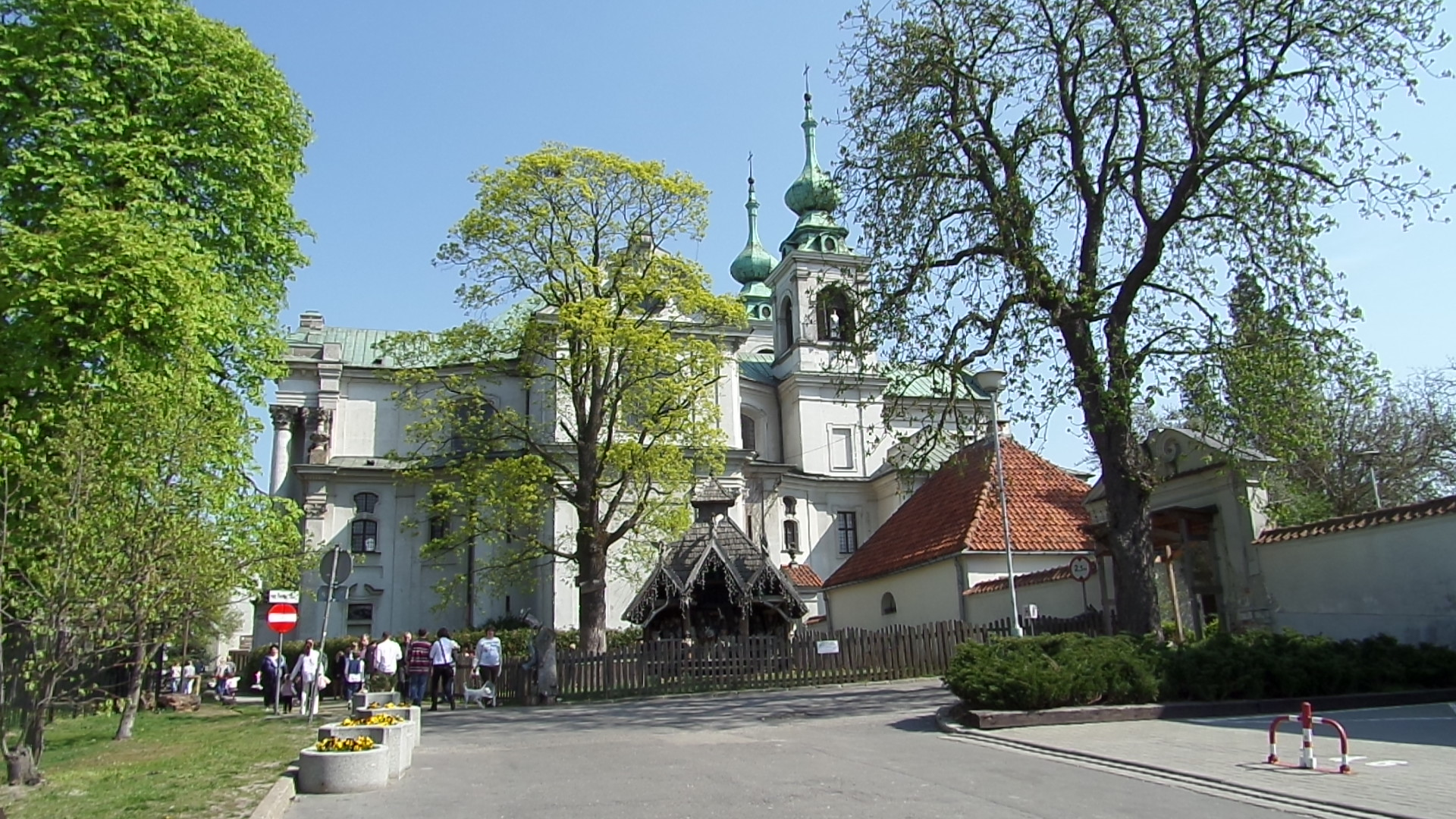
Dawny Zespół klasztorny Kamedułów na Bielanach

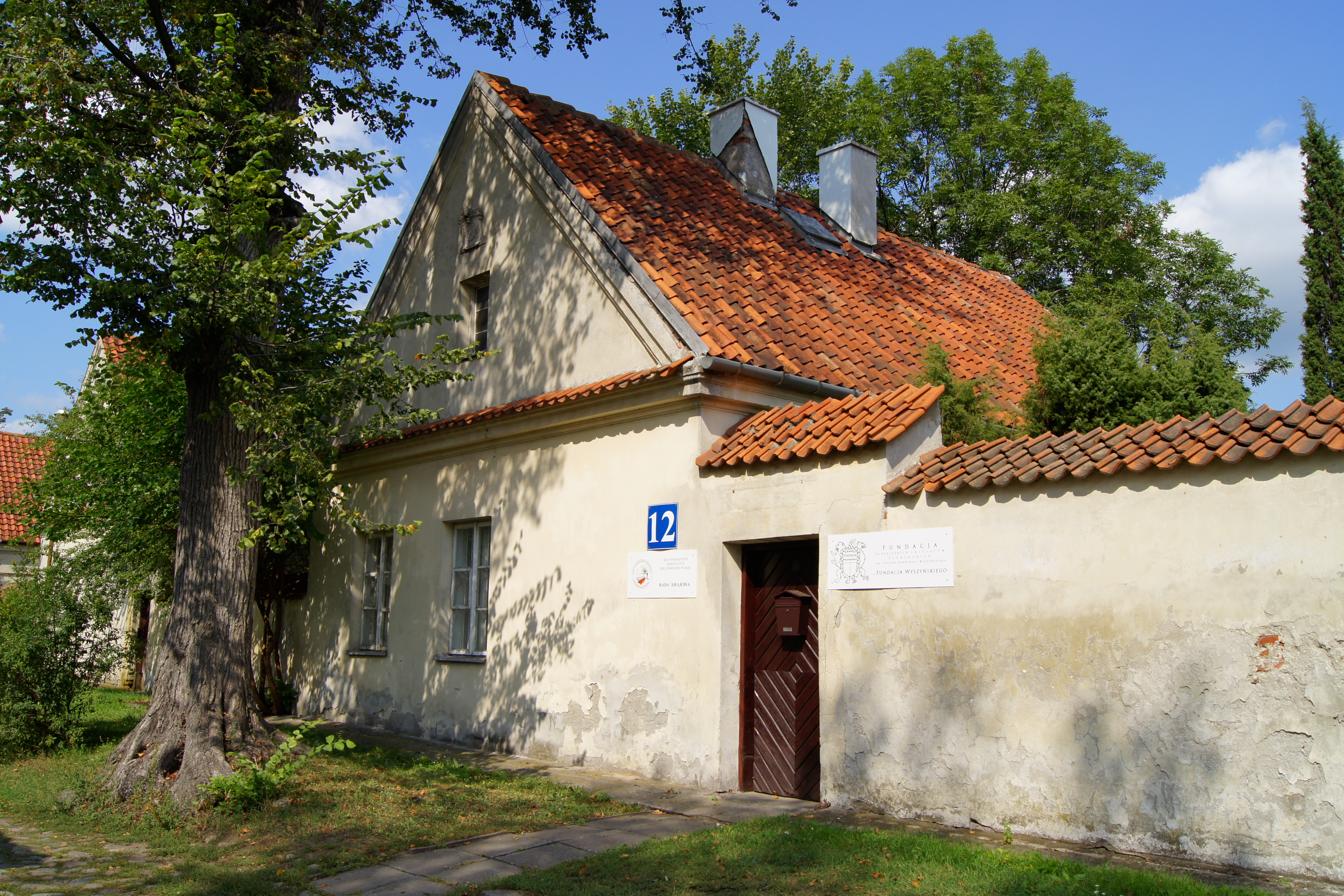
Jeden z eremów kamedulskich

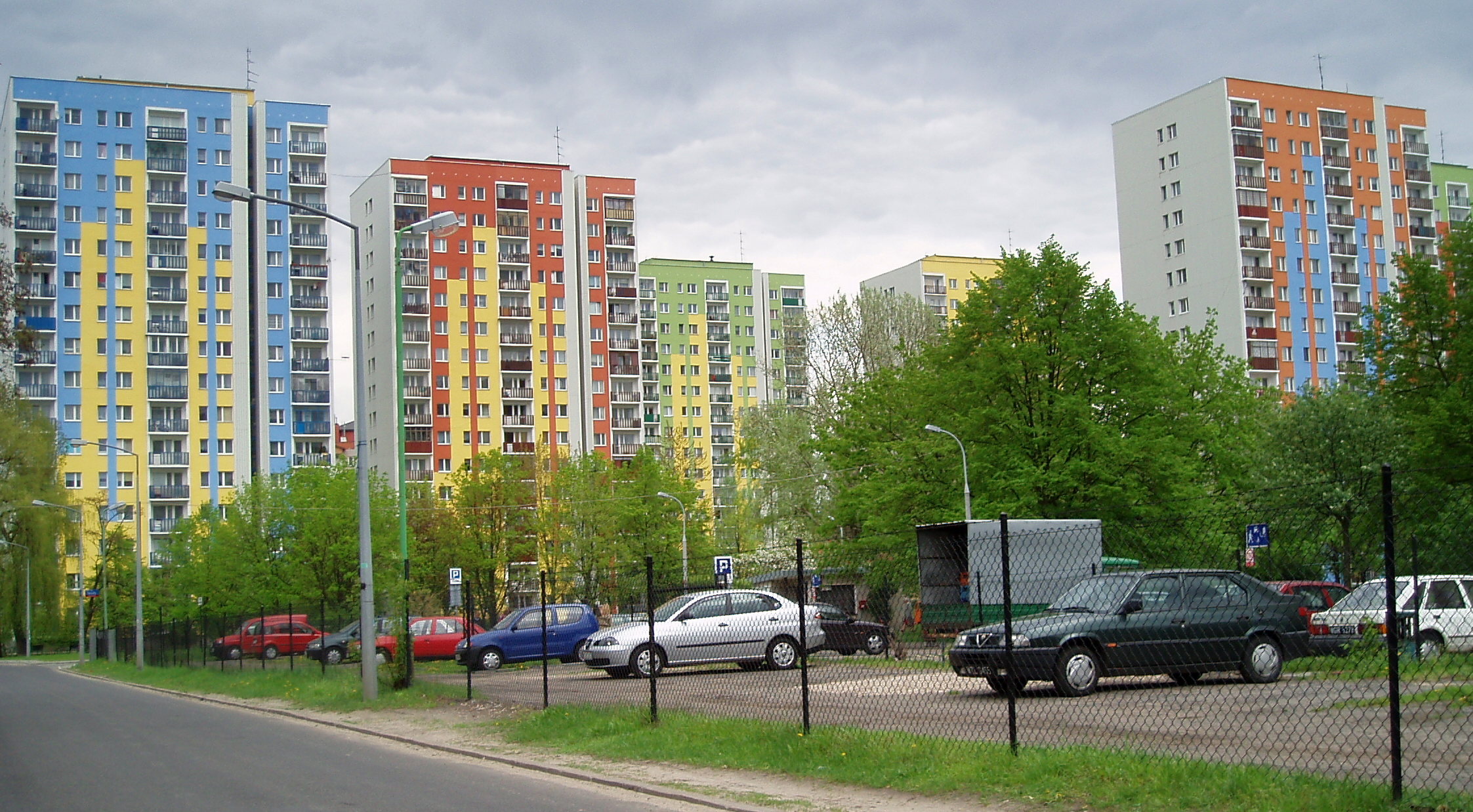
Osiedle Chomiczówka

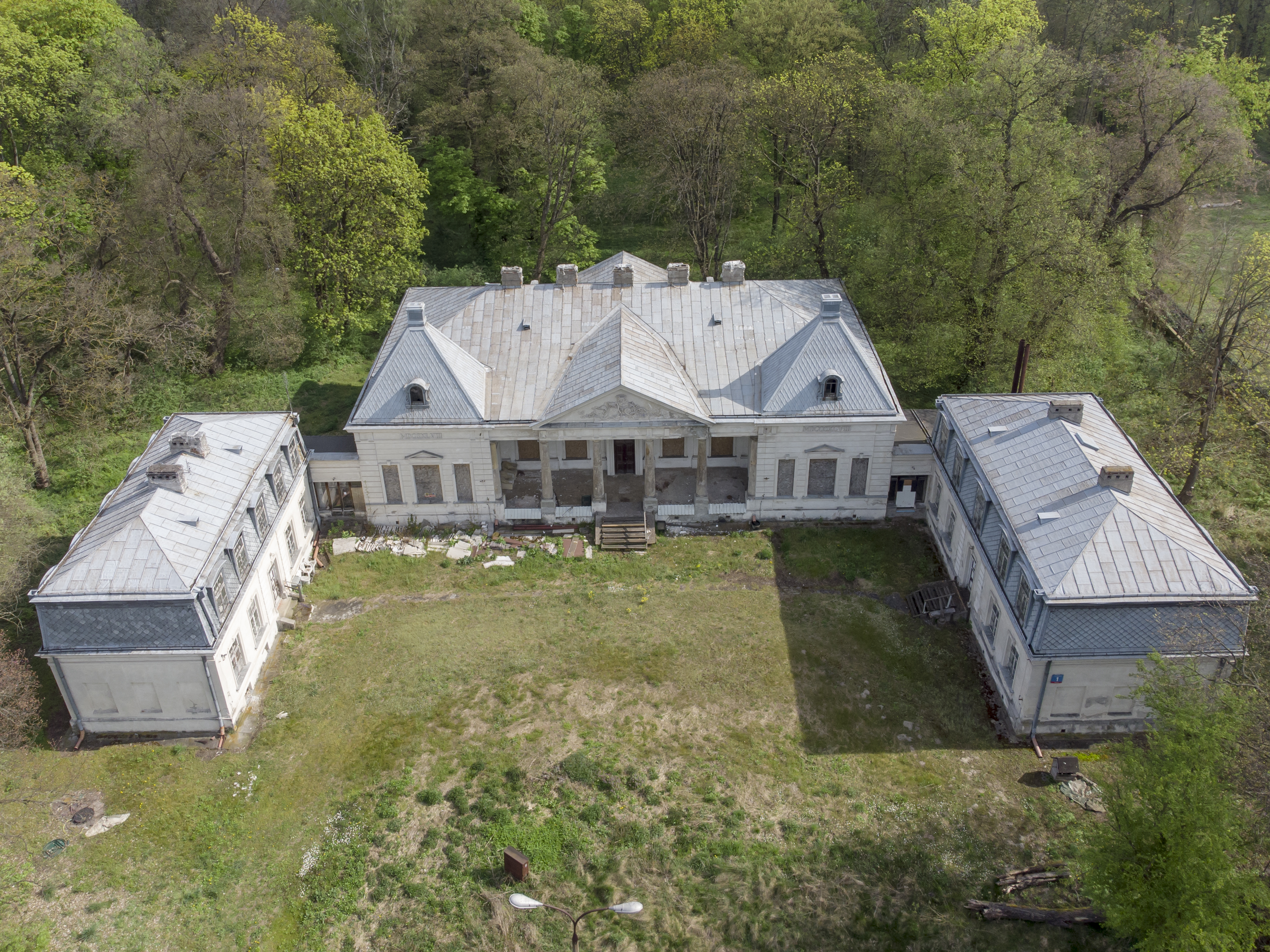
Pałac Brühla na Młocinach przy ul. Muzealnej

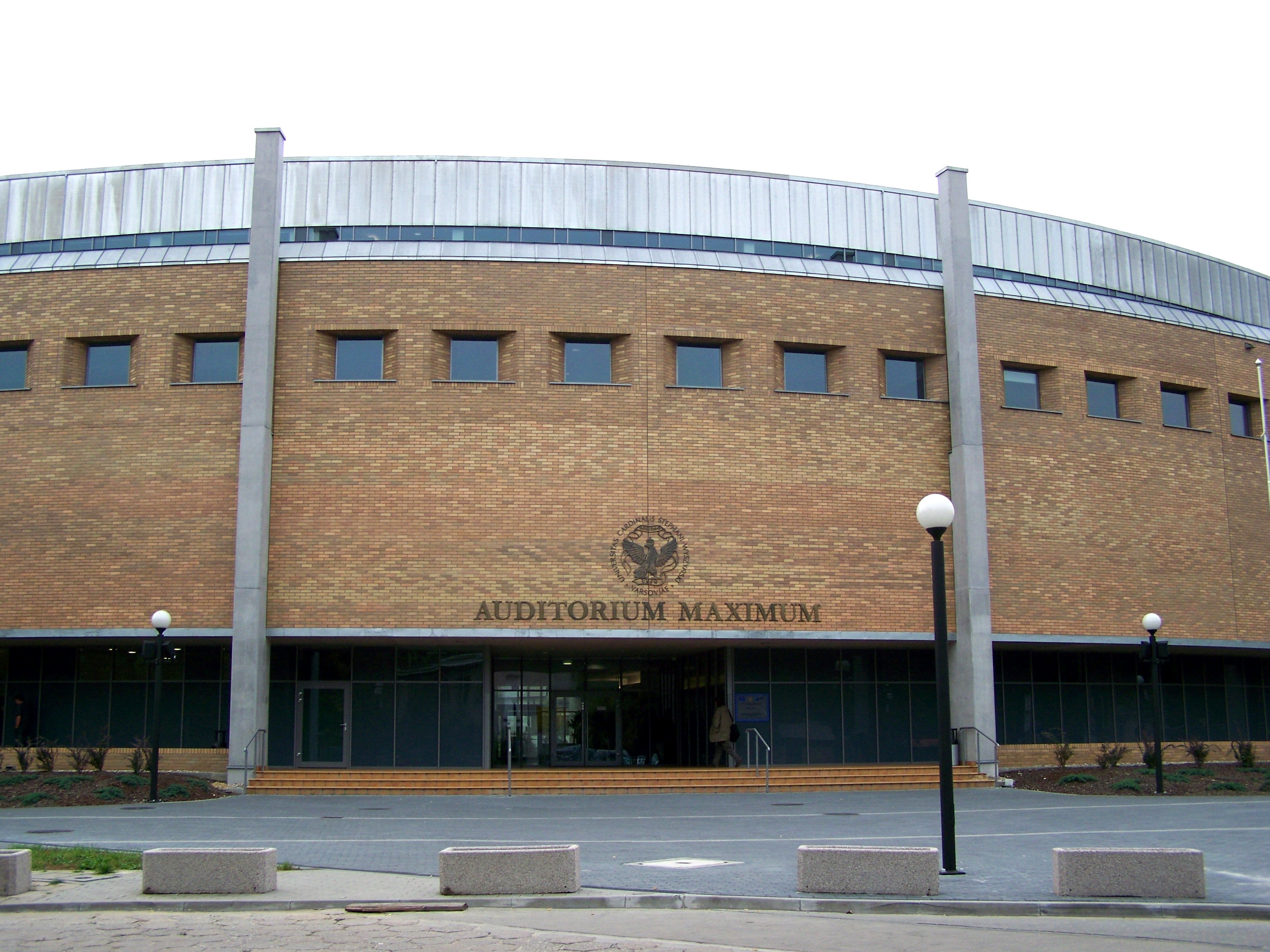
Zabudowania UKSW przy ul. Wóycickiego

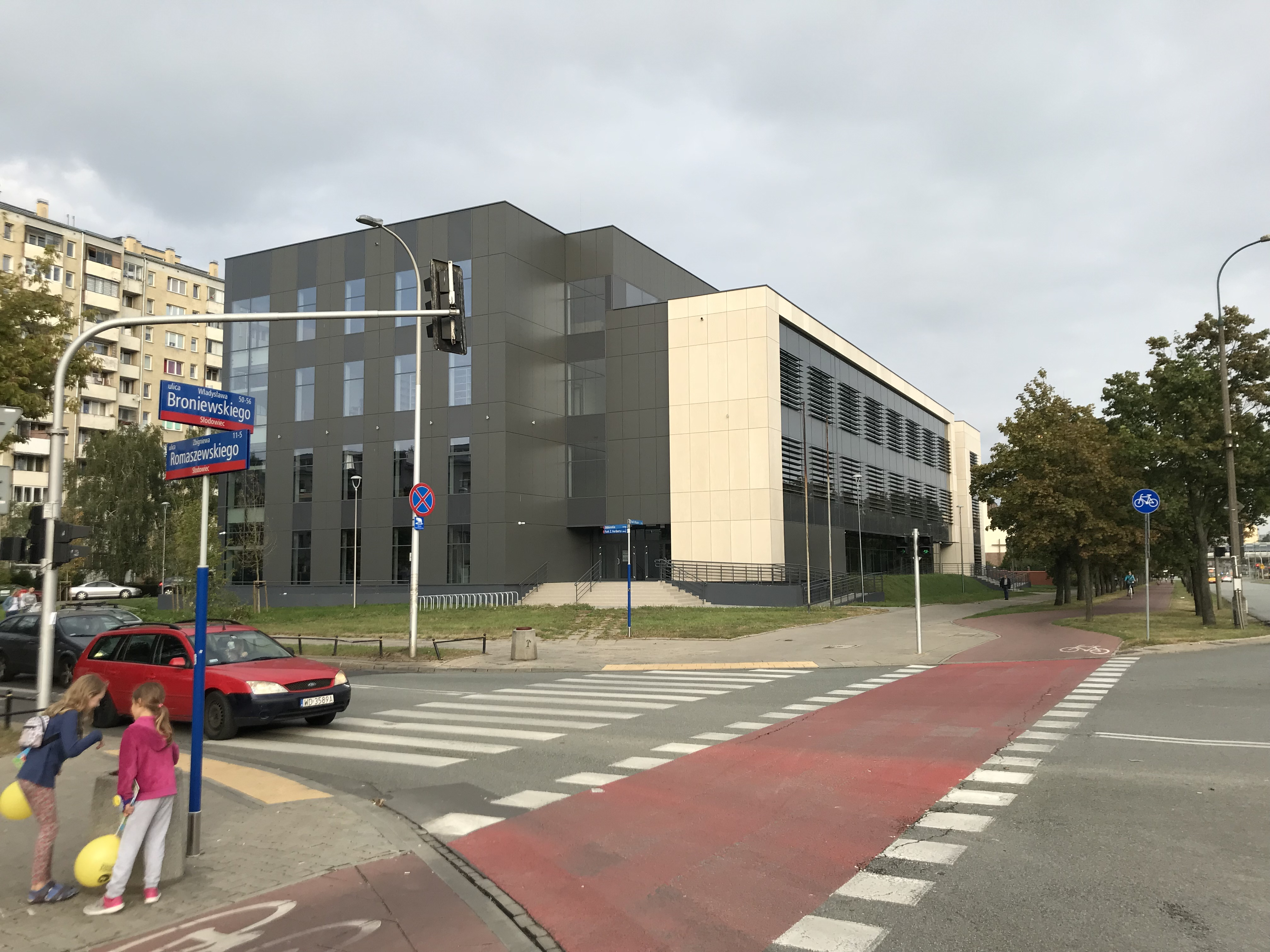
Budynek Chrześcijańskiej Akademii Teologicznej przy ul. Broniewskiego 48

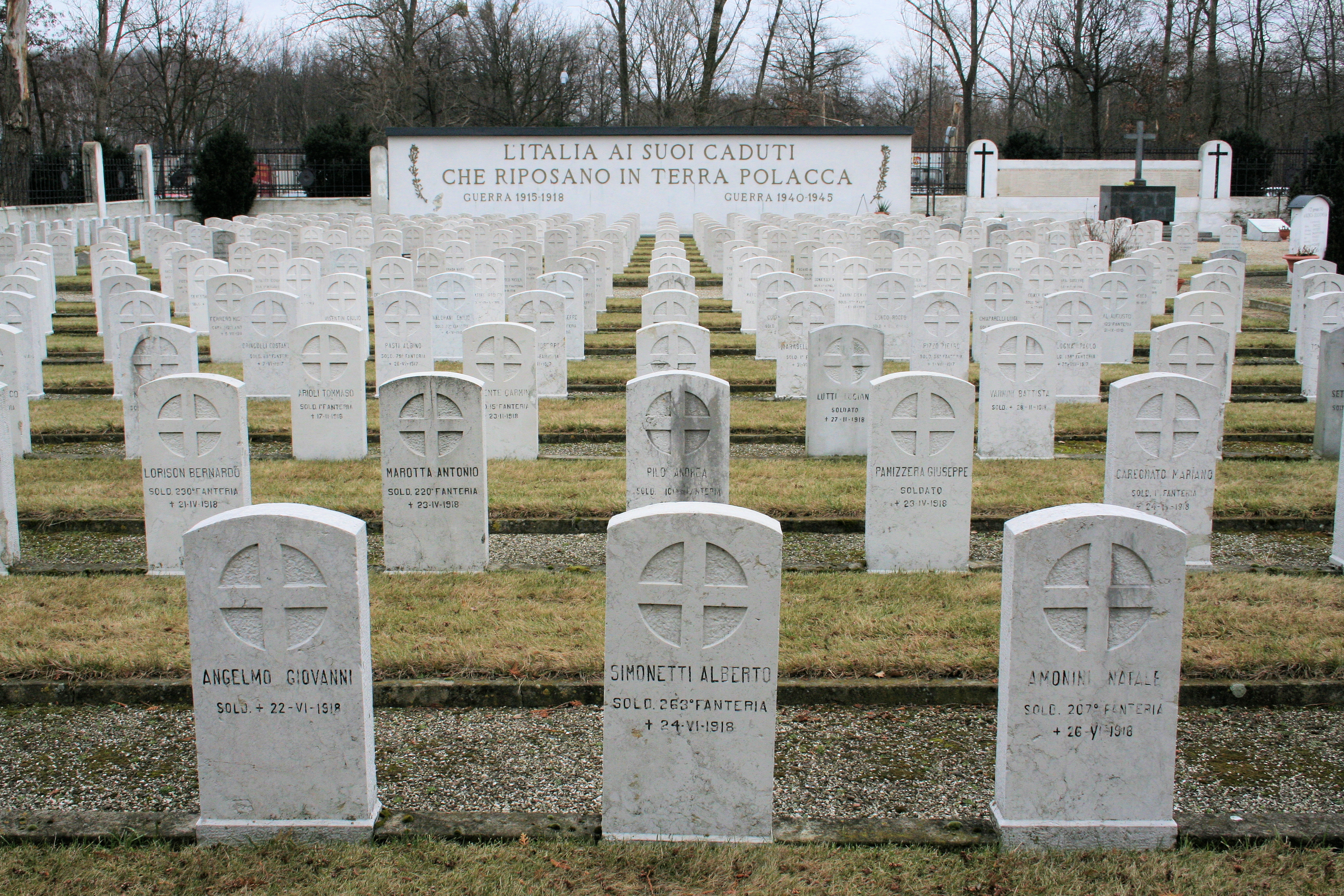
Cmentarz Żołnierzy Włoskich przy ul. Marymonckiej

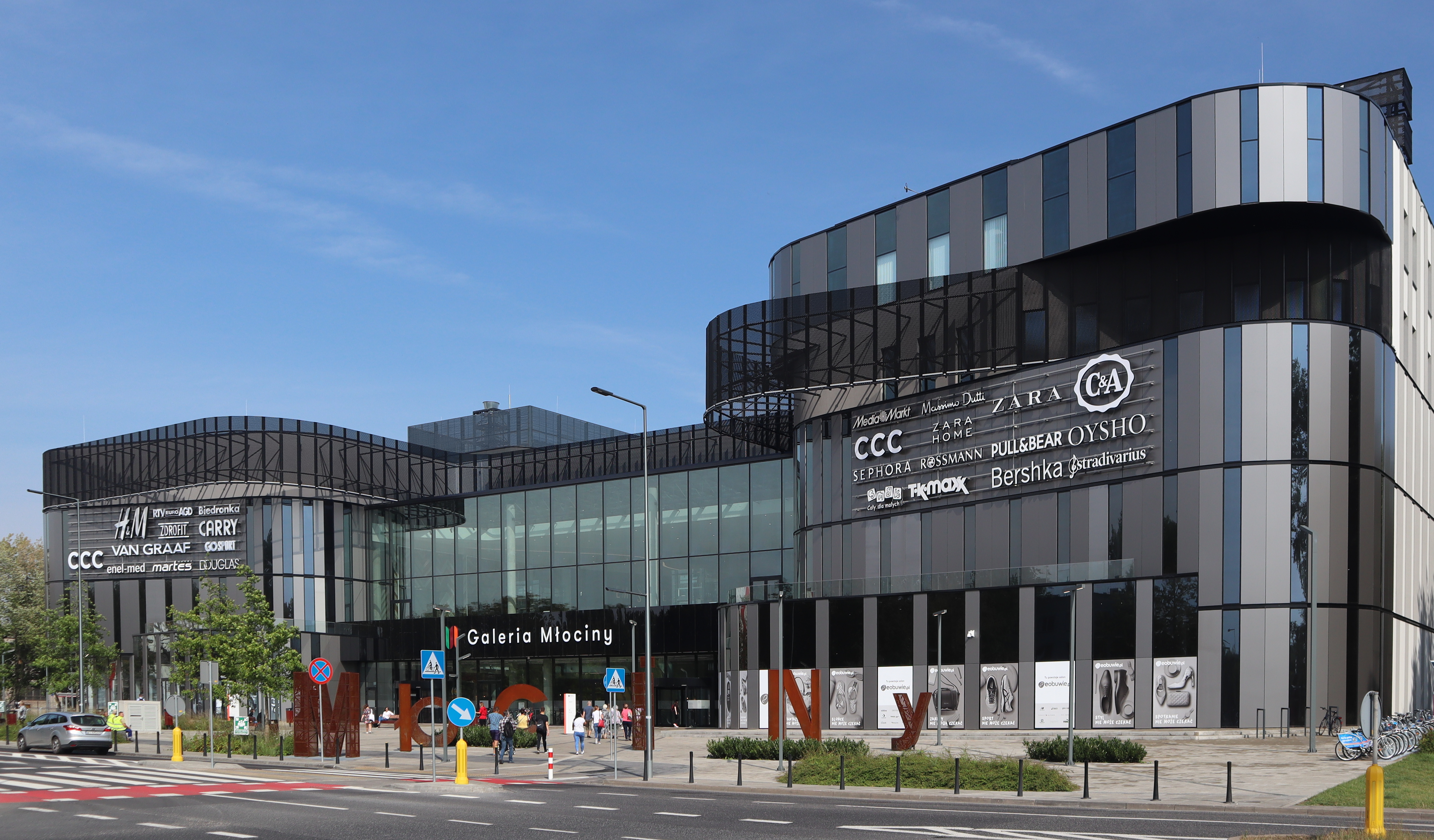
Galeria Młociny

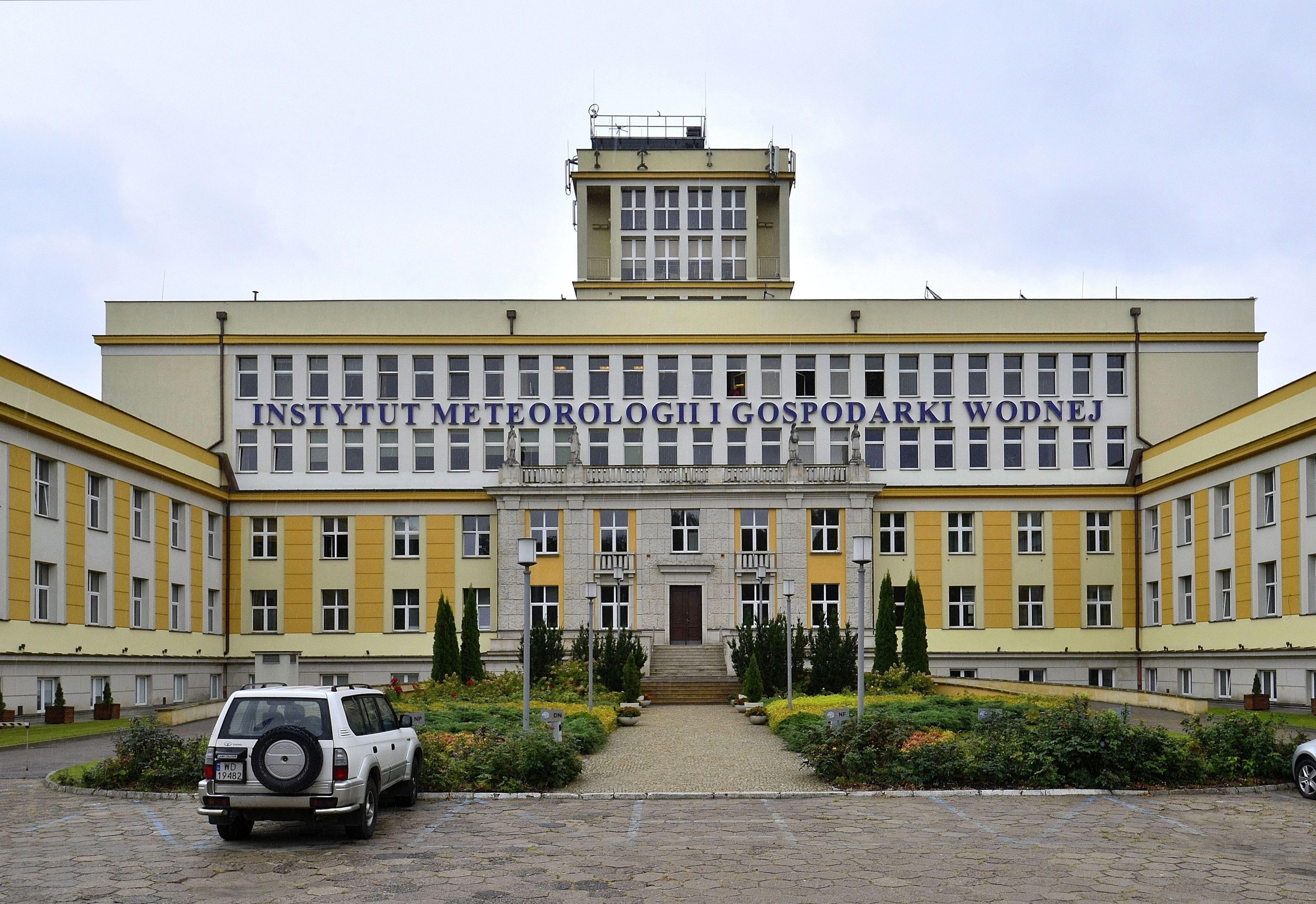
Instytut Meteorologii i Gospodarki Wodnej przy ul. Podleśnej

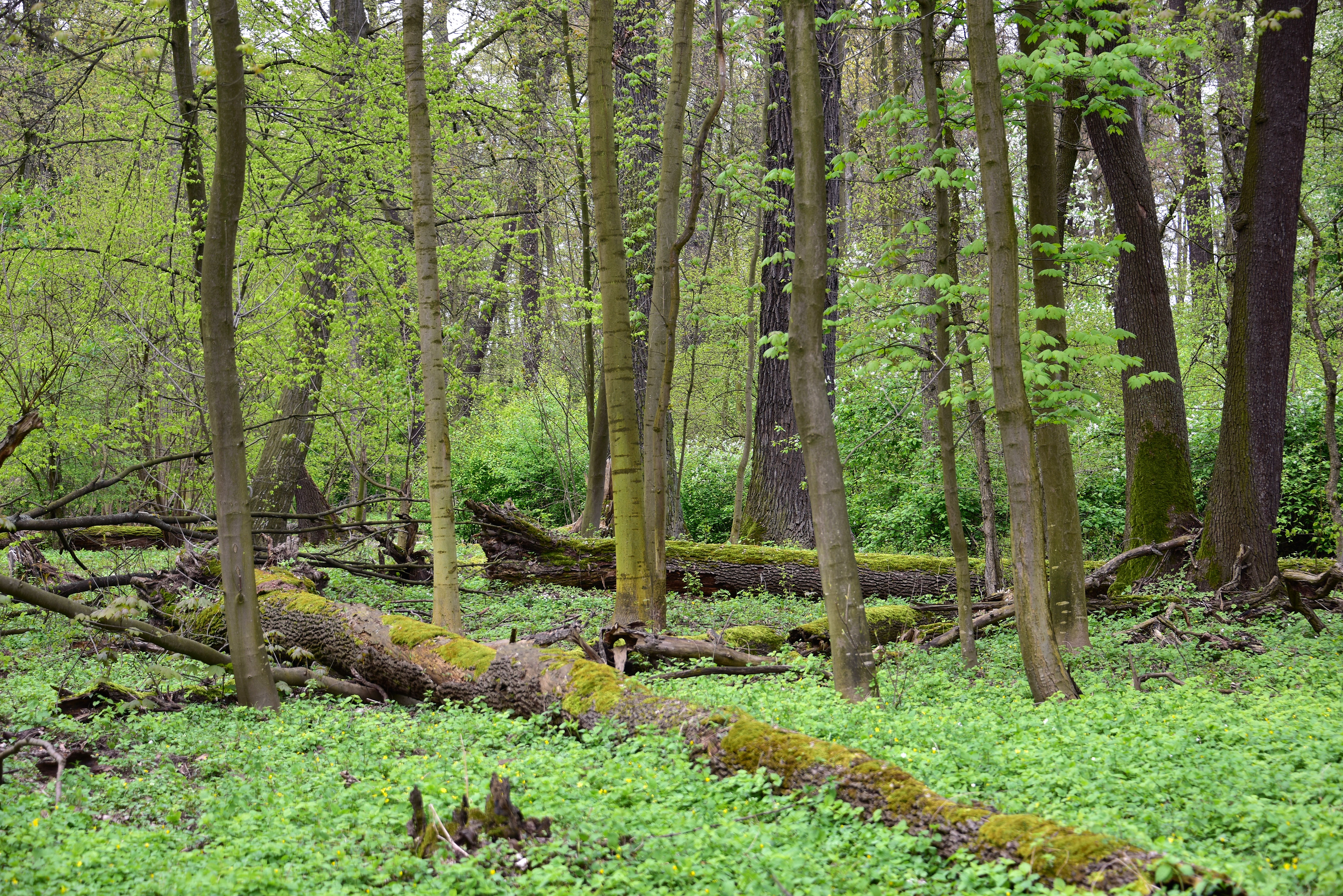
Rezerwat przyrody Las Bielański

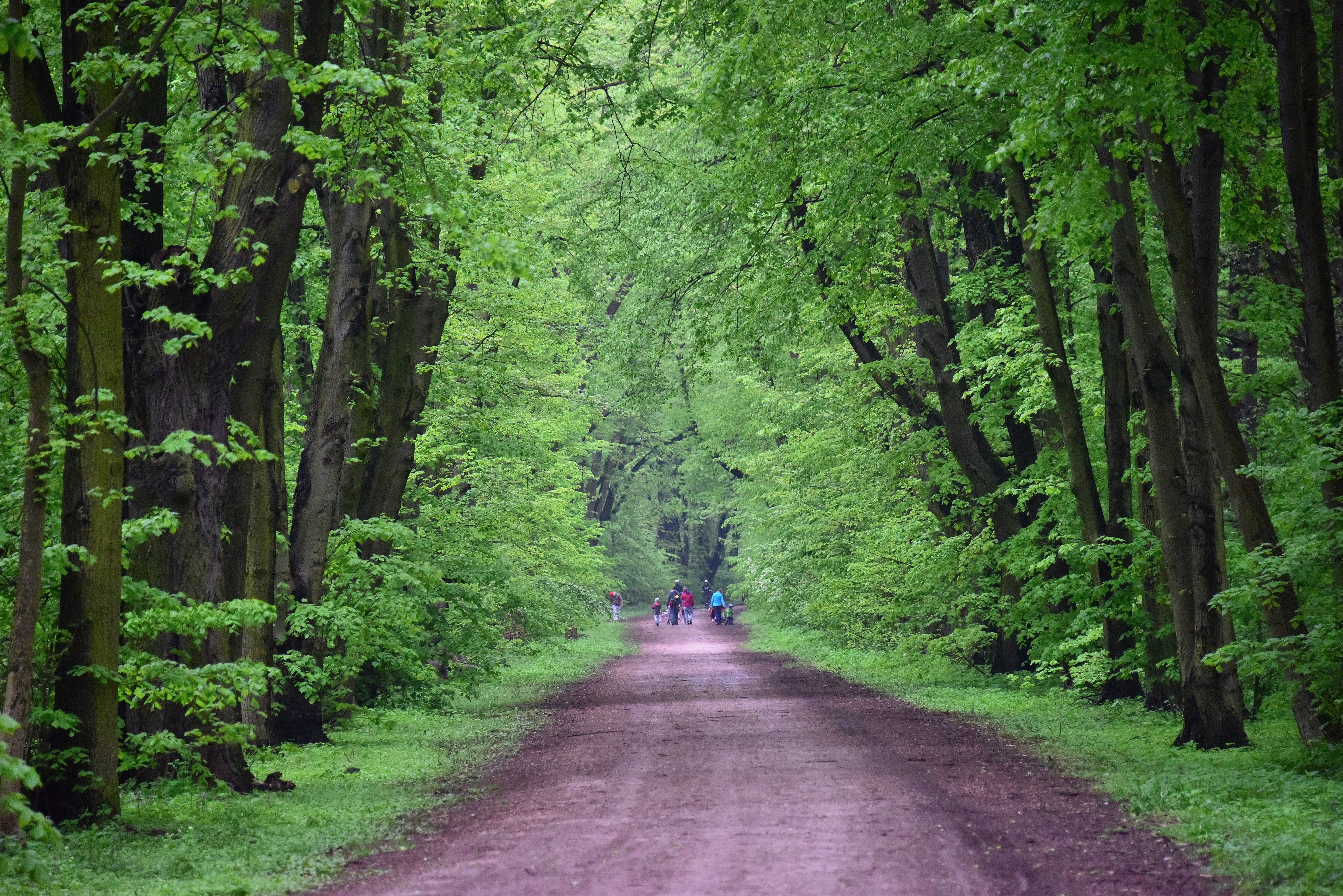
Park Młociński

Bielany – dzielnica Warszawy położona w lewobrzeżnej części miasta. Jest jedną z 18 dzielnic – jednostek pomocniczych m.st. Warszawy.

## Nazwa
Nazwa „Bielany” została przeniesiona do Warszawy wraz z kamedułami z krakowskich Bielan. Nawiązuje do białego ubioru zakonników.

## Podział na obszary
Według Miejskiego Systemu Informacji Bielany dzielą się na obszary:
- Chomiczówka
- Huta
- Las Bielański
- Marymont-Kaskada
- Marymont-Ruda
- Młociny
- Piaski
- Placówka
- Radiowo
- Stare Bielany
- Słodowiec
- Wawrzyszew
- Wólka Węglowa
- Wrzeciono

Podział ten został skorygowany z dzielnicą Bielany uchwałą nr 1808 Zarządu Gminy Warszawa-Bielany z dnia 29 maja 2001.

## Historia
Na obszar dzisiejszych Bielan składały się dawniej wsie znajdujące się daleko poza granicami miasta Warszawy. Do gęściej zaludnionych należały wsie Pólków, Buraków (dzisiejsze Marymont i Las Bielański), Słodowiec i Wawrzyszew. Duże znaczenie dla miejscowej gospodarki miały rzeczka Rudawka, zasilająca liczne młyny wodne i stawy, oraz gospodarka drewnem.
W drugiej połowie XVII wieku na Bielany sprowadzono spod Krakowa zakon kamedułów, który otrzymał tu liczne nadania ziemi i wzniósł zespół budynków klasztornych. Oddzielnie rozwijały się Młociny jako fragment dóbr królewskich – w XVIII wieku powstał tu pałac dla ministra Bruhla. W XVIII wieku została założona wieś Wólka, późniejsza Wólka Węglowa, której nazwa wskazuje na jakąś formę zwolnienia ludności od powinności względem dworu czy starosty. W tym okresie rozwinął się także Marymont wokół królewskiego dworu.
Wiek XIX związany jest z rozbudową Twierdzy Warszawa, szczególnie w latach 80. XIX wieku, kiedy powstały tam umocnienia wewnętrznego i zewnętrznego pasa obrony. W tym okresie powstały Fort I („Bielany”) i Fort II („Wawrzyszew”), na Marymoncie zaś tzw. koszary marymonckie i ziemne umocnienie. Ograniczenia w zabudowie na przedpolu tych obiektów dotknęły także okoliczną zabudowę. W 1830 powstał cmentarz Wawrzyszewski, istniał tam też dwór. W latach 1816–1861 działał też na dzisiejszych Bielanach Instytut Agronomiczny – wyższa uczelnia rolnicza. Tereny zielone przy Wiśle stały się popularnym celem wycieczek mieszkańców Warszawy w Zielone Świątki.
Na początku XX wieku na obszary Chomiczówki i Wawrzyszewa zaczęli napływać nowi osadnicy – pojawiła się tu drobna produkcja ogrodnicza. W 1916 nastąpiło poszerzenie granic Warszawy m.in. o Stare Bielany, Marymont i Słodowiec. Pojawiła się nowa zabudowa mieszkaniowa, szczególnie w obszarach objętych granicami miasta. Plany budowy miasta-ogrodu Młociny ostatecznie się nie udały i zrealizowano jedynie fragment planów. W okresie międzywojennym powstały także lotnisko bielańskie oraz Akademia Wychowania Fizycznego Józefa Piłsudskiego, a dzielnica uzyskała połączenie linią tramwajową z centrum miasta. W 1939 teren dzisiejszych Bielan częściowo obejmowała gmina Młociny, a częściowo obszar Marymontu w starostwie północnym miasta stołecznego Warszawy. W tym okresie 1639 ha terenu zamieszkiwało 65,8 tys. mieszkańców.
Po II wojnie światowej powstała dzielnica Żoliborz, do której w 1951 dołączono częściowo wsie z gminy Młociny jak Placówka, Młociny, czy Wólka Węglowa. W latach 1952–1953 rozpoczęła się budowa Huty Warszawa, która była jednym z głównych miejsc pracy w dzielnicy. Między ulicami Cegłowską i Marymoncką wybudowano kompleks Szpitala Bielańskiego. W latach 60. XX wieku powstały, zaprojektowane przez małżeństwo architektów Marię i Kazimierza Piechotków, osiedla Bielany I-IV wpisane przez SARP na listę Dóbr kultury współczesnej. W latach 70. XX wieku zalewowe tereny Kępy Potockiej przekształcono w park, a na terenach Wrzeciona, Wawrzyszewa i Chomiczówki zaczęły powstawać osiedla bloków mieszkaniowych.
W 1994 z dzielnicy Żoliborz wyodrębniono dzielnicę Bielany.

## Burmistrzowie
- Grzegorz Pietruczuk (od 2018)[8]
- Tomasz Mencina (2015–2018)[9]
- Rafał Miastowski (2010–2015)[10]
- Zbigniew Dubiel (2006–2010)[11]

## Rada Dzielnicy
|                              | Kadencja   | Kadencja  | Kadencja  | Kadencja             | Kadencja  |
| Ugrupowanie                  | 2002–2006  | 2006–2010 | 2010–2014 | 2014–2018            | 2018–2024 |
| ---------------------------- | ---------- | --------- | --------- | -------------------- | --------- |
| Sojusz Lewicy Demokratycznej | 7 (SLD-UP) | 5 (LiD)   | 4         | 2 (SLD Lewica Razem) | –         |
| Prawo i Sprawiedliwość       | 14         | 10        | 8         | 11                   | 6         |
| Liga Polskich Rodzin         | 1          | –         | –         | –                    | –         |
| Platforma Obywatelska        | 3          | 10        | 13        | 12                   | 10 (KO)   |
| Razem dla Bielan             | –          | –         | –         | –                    | 9         |

## Edukacja i nauka

### Wyższe uczelnie
- Akademia Wychowania Fizycznego Józefa Piłsudskiego w Warszawie,
- Akademia Katolicka w Warszawie,
- Uniwersytet Kardynała Stefana Wyszyńskiego,
- Centrum Medycznego Kształcenia Podyplomowego,
- Chrześcijańska Akademia Teologiczna w Warszawie.

### Instytuty
- Instytut Technologii Materiałów Elektronicznych,
- Instytut Meteorologii i Gospodarki Wodnej,
- Instytut Sportu.

### Szkoły średnie
- CXXII Liceum Ogólnokształcące im. Ignacego Domeyki
- XXII Liceum Ogólnokształcące z Oddziałami Dwujęzycznymi im. Jose Marti
- XXXIX Liceum Ogólnokształcące im. Lotnictwa Polskiego
- LIX Liceum Ogólnokształcące Mistrzostwa Sportowego im. Janusza Kusocińskiego
- LX Liceum Ogólnokształcące im. Wojciecha Górskiego
- Publiczne Liceum Ogólnokształcące im bł. ks. Romana Archutowskiego
- Technikum Ekonomiczne nr 5 im. Zofii Jaroszewicz „Kasi”
- Technikum Księgarskie im. Stefana Żeromskiego
- Technikum nr 25 im. Stanisława Staszica
- LII Liceum Ogólnokształcące im. Władysława Stanisława Reymonta
- XLI Liceum Ogólnokształcące im. Joachima Lelewela w Warszawie
- XCIV Liceum Ogólnokształcące im. gen. Stanisława Maczka w Warszawie
- XLIII Liceum Ogólnokształcące im. Lotników Amerykańskich

## Atrakcje turystyczne
- Zespół klasztorny kamedułów na Bielanach
- Cmentarz Żołnierzy Włoskich
- Fort I („Bielany”) i fort II („Wawrzyszew”)
- Pałac Brühla na Młocinach
- Ulica Płatnicza

## Przyroda
- Las Bielański
- Las Nowa Warszawa (zwany także Lasem Młocińskim)
- Las Młociny (zwany także parkiem Młocińskim)
- Las im. Samuela Lindego
- Zespół przyrodniczo-krajobrazowy „Dęby Młocińskie”
- Zespół przyrodniczo-krajobrazowy „Olszyna”
- Stawy Brustmana
- Park Stawy Kellera
- Stawy Młocińskie

## Kultura i sztuka
- Biblioteka Publiczna im. Stanisława Staszica na Bielanach, ul. Romaszewskiego 19 (dawna ul. Duracza)
- Bielańskie Centrum Edukacji Kulturalnej, ul. Szegedyńska 9
- Bielański Ośrodek Kultury, ul. Goldoniego 1
- Centrum Inicjatyw Lokalnych Wrzeciono, ul. Wrzeciono 41
- Dobre Miejsce – centrum kultury, ul. Dewajtis 3
- Mazowiecki Teatr Muzyczny im. Jana Kiepury (scena bielańska)
- Mediateka START-META, ul. Szegedyńska 13A
- Młodzieżowy Dom Kultury „Bielany”, ul. Cegłowska 39
- Młodzieżowy Dom Kultury im. Marii Gwizdak, ul. H.Ch. Andersena 4
- Podziemie Kamedulskie, ul. Dewajtis 3
- Samogłoska Miejsce Aktywności Lokalnej, ul. Samogłoska 9a, lok. 3

## Kluby i obiekty sportowe
- Bielański Klub Karate Kyokushin, ul. L. Staffa 3/5
- Centrum Rekreacyjno-Sportowe m.st. Warszawy w Dzielnicy Bielany, ul. Lindego 20 (kompleks sportowy), ul. Conrada 6 (pływalnia)

- Hutnik Warszawa, ul. Marymoncka 42
- Integracyjny Klub Sportowy AWF Warszawa, ul. Marymoncka 34
- Klub Sportowy AZS-AWF Warszawa, ul. Marymoncka 34
- KnockOut Gym, ul. S. Petőfiego 3
- Nastula Club Bielany, ul. Ogólna 9
- Ognisko Towarzystwa Krzewienia Kultury Fizycznej „AWF – Bielany”, ul. Marymoncka 34
- Ognisko Towarzystwa Krzewienia Kultury Fizycznej „Piaski”, ul. Kochanowskiego 8
- Szkoła Tenisowa Klukowski, ul. Samogłoska 9
- Towarzystwo Krzewienia Kultury Fizycznej „Chomiczówka”, ul. P. Nerudy 1
- UKS „Czarodzieje z Bielan”, ul. S. Perzyńskiego 10
- UKS „Judo Sport Szkoła” JSS DRAKO (Szkoła Podstawowa Nr 79), ul. Arkuszowa 202
- Związkowy Klub Strzelecki, ul. Marymoncka 42